# 大樂源太郎
大樂源太郎（1834年—1871年5月5日），諱名奥年，字弘毅，號西山、朝風、歲寒堂、上隅狂者，化名有多多良奥年、團直太郎、中瀬一郎等等，是日本幕末時期的武士、長州藩士。日本思想家，主張尊皇攘夷思想，後來因為軍政改革造成武士生計出現問題而開始反抗明治政府。

## 生平

### 幼年與求學
大樂源太郎出生於萩城平安古町，是萩藩（即長州藩）家老兒玉若狭的家臣，山縣信七郎的長子，有一個弟弟山縣源吾與一個妹妹。於12歳時（弘化二年，1845年），由於主命的關係過嗣給同為兒玉家家臣的大樂助兵衛。
12歲時，他也進入了漢學家吉松淳藏的私塾學習，在該處學習的門生有久坂玄瑞與高杉晉作等人，大樂源太郎於此時和久坂玄瑞成為好友。之後大樂家與山縣家一同遷居吉敷郡大道村（今山口縣防府市大道），就讀太田稻香的學文堂，一同學習的門生有赤川晩翠、大洲鐵然、青木周藏等人，此時他對於漢文的造詣更為精進。而在學文館待了數年之後，他又到勤皇派禪師月性的時習館學習，其同學有赤根武人、世良修藏、大洲鐵然等人。安政二年（1855年），大樂源太郎進入廣瀨淡窗的咸宜園學習，並在太田稻香的介紹下於此向大村益次郎學習。

### 京都、江戶求學與安政大獄
安政四年（1857年），大樂源太郎隨老師月性前往京都，於京都寄住於瀨三樹三郎的房子，並在那裡與西郷吉之助、梅田雲濱等倒幕志士交流，隔年在瀨三樹三郎的介紹信幫助下前往江戶尋找櫻任藏，並在江戶待了兩個月向當地勤皇派的學者學習。返回京都後，大樂源太郎在得知老師月性猝死的消息後回鄉奔喪，之後又回到京都進入梅田雲濱門下。
然而在安政六年（1859年）受到安政大獄的影響，許多尊皇攘夷派的學者遭到牽連，大樂源太郎原本計劃要救出老師卻失敗，急忙返回長州藩後遭到幽閉的處分。而在處分結束之前，大樂源太郎便逃離長州藩前往水戶，拜訪日後參與櫻田門外之變的齋藤監物，計劃要襲擊大老井伊直弼，然而卻被揭發，被逐回長洲藩軟禁。

### 櫻田門外之變後
櫻田門外之變發生後，日本發生了多起「天誅」事件。而大樂源太郎在被赦免之後，與久坂玄瑞、高杉晉作等人一同積極推動尊皇攘夷運動。元治元年（1864年）五月，大樂源太郎在大和國暗殺了與佐幕派人士來往的畫家冷泉為恭。而在同年發生的禁門之變中，他以真木和泉、久坂玄瑞率領的浪士組書記身分參與此事。長州藩戰敗後，大樂源太郎逃回長州藩，之後在慶應元年（1865年）回應高杉晉助的下關舉兵於宮市組成了忠憤隊。慶應二年（1866年）時，於幼時故鄉大道開設私塾「敬神堂」（別稱西山書屋），到了明治二年（1869年）已教育了許多門生（其中包括了日後的内閣總理大臣寺内正毅）。

### 大村益次郎暗殺事件及之後
明治二年（1869年），發生大村益次郎暗殺事件，由於犯人神代直人、團紳二郎等人為大樂源太郎的門生，他因此被懷疑是主謀，遭到主君兒玉若狹下達自我幽閉的處分。在此同時，隨著版籍奉還成為新任藩知事的毛利元德改革軍事，除留下第一到第四正兵隊外其餘部隊全數解散，造成奇兵隊等等部隊不滿，明治三年（1870年），大批大樂源太郎的門生參與了山口脱隊騒動，大樂源太郎剛開始試著說服不成，後來自己也逐建傾向反政府立場，反對解散諸隊，而後在藩廳包圍事件中被視為主謀，被藩廳要求出面自首。大樂源太郎無視命令，逃往豐後姬島躲藏了三個月，之後前往豐後鶴崎與河上彥齋商討規劃二卿事件但卻失敗。之後逃往久留米藩仰賴應變隊協助，而由於應變隊也是主張尊王攘夷的組織，明治政府懷疑應變隊窩藏大樂源太郎而向久留米藩施壓，最後應變隊決定犧牲大樂源太郎以試著換取久留米藩的存續。
明治四年三月十六日（1871年5月5日），川島澄之助、吉田足穂、大田茂、松村雄之進、柳瀬三郎五人於小森野村高野濱誘殺了大樂源太郎，此外又在豆津濱殺害了其弟山縣源吾、門生小野清太郎，而大樂源太郎的僕從中村要助則在逃到津福木見神社域後自殺。

## 墓所
大樂源太郎葬於日本福岡縣久留米市遍照院的「耿介四士之墓」，與他同葬的即是弟山縣源吾、門生小野清太郎、僕從中村要助。而在墓旁有川島源之助、松村雄之進、柳瀬三郎三人的墓，這種加害人與被害人的墓同在一處的情況相當罕見。